# Luty 2025

## 28 lutego
- W miejscowości Hustopeče nad Beczwą, doszło do wykolejenia pociągu, przewożącego ponad 1000 ton benzenu w wyniku czego doszło do pożaru i przedostania się 350 ton trującej substancji do wód podziemnych[1].

## 23 lutego
- W Niemczech odbyły się wybory parlamentarne, w których zwyciężył blok partii CDU/CSU kierowany przez Friedricha Merza. Durgi wynik uzyskała prawicowa Alternatywa dla Niemiec, natomiast na trzecim miejscu znalazła się kierowana przez obecnego kanclerza Olafa Scholza Socjaldemokratyczna Partia Niemiec[2].

## 16 lutego
- W Londynie odbyła się 78. ceremonia wręczenia nagród Brytyjskiej Akademii Filmowej. W czterech kategoriach (w tym za najlepszy film) zwyciężyło Konklawe[3].

## 12 lutego
- Klaus Iohannis ustąpił z urzędu prezydenta Rumunii[4].

## 8 lutego
- Co najmniej 41 osób zginęło, gdy autobus zderzył się z ciężarówką w Escárcega w stanie Campeche, Meksyk[5][6].

## 7 lutego
- Inwazja Rosji na Ukrainę: Ministerstwo Obrony Rosji stwierdziło, że siły rosyjskie przejęły pełną kontrolę nad Torećkiem w obwodzie donieckim po miesiącach walk miejskich[7].
- Ogłoszono, że wiceprezydent J.D. Vance i doradca ds. bezpieczeństwa narodowego Michael Waltz będą odpowiadać za potencjalną sprzedaż TikToka[8].

## 6 lutego
- Centrum Badań Obiektów Bliskich Ziemi NASA stwierdziło, że prawdopodobieństwo uderzenia asteroidy 2024 YR4 w Ziemię 22 grudnia 2032 roku wzrosło do 2,3%, czyli (1 do 43) szansy, po dalszych obserwacjach jej trajektorii. W nadchodzących miesiącach planowane są dalsze obserwacje w celu zebrania danych na temat asteroidy, zanim oddali się ona od teleskopów naziemnych na tyle, aby można ją było dokładnie zaobserwować[9].

## 4 lutego
- W Örebro w Szwecji doszło do strzelaniny szkole dla dorosłych, w której zginęło 11 osób (w tym sprawca), a 12 zostało rannych[10].

## 1 lutego
- Inwazja Rosji na Ukrainę: Rosyjski atak rakietowy na budynek mieszkalny w Połtawie na Ukrainie zabił co najmniej 14 osób i ranił co najmniej 17 kolejnych. Oddzielny atak zabił trzech policjantów w obwodzie sumskim[11].
- W kościele Zmartwychwstania Pańskiego w Katowicach odbyło się uroczyste nabożeństwo połączone z wprowadzeniem ks. Wojciecha Prackiego w urząd biskupa diecezji katowickiej[12].